# Atlas Aircraft Corporation

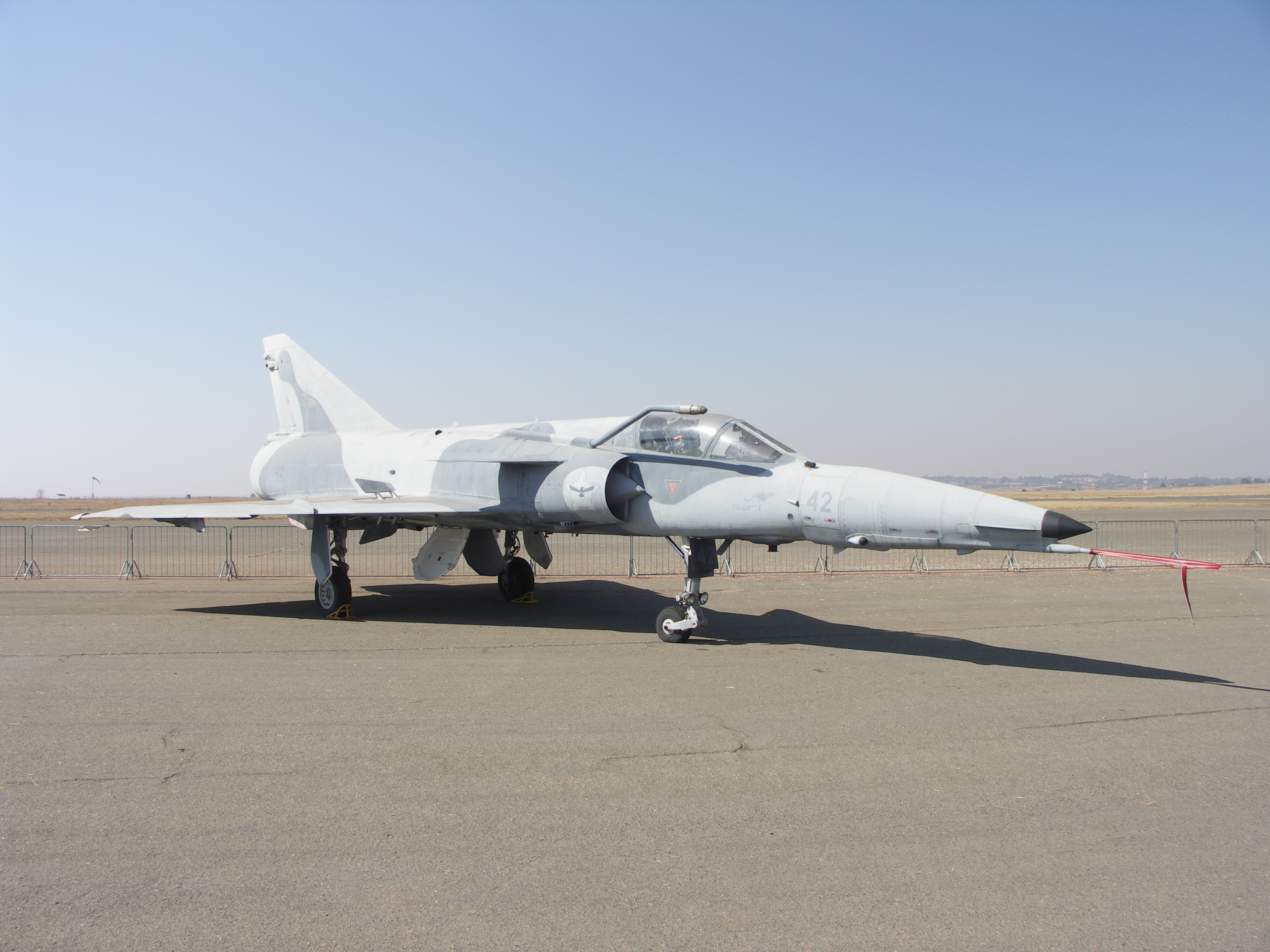
Atlas Cheetah

Atlas Aircraft Corporation (Atlas Aviation) – wytwórnia lotnicza z Republiki Południowej Afryki założona w 1964 roku w Kempton Park w prowincji Gauteng jako prywatna firma, której pierwotnym celem miały być remonty i bieżąca obsługa samolotów i śmigłowców należących do South African Air Force. W 1992 roku firma została włączona w skład koncernu Denel Aerospace Systems.

## Historia

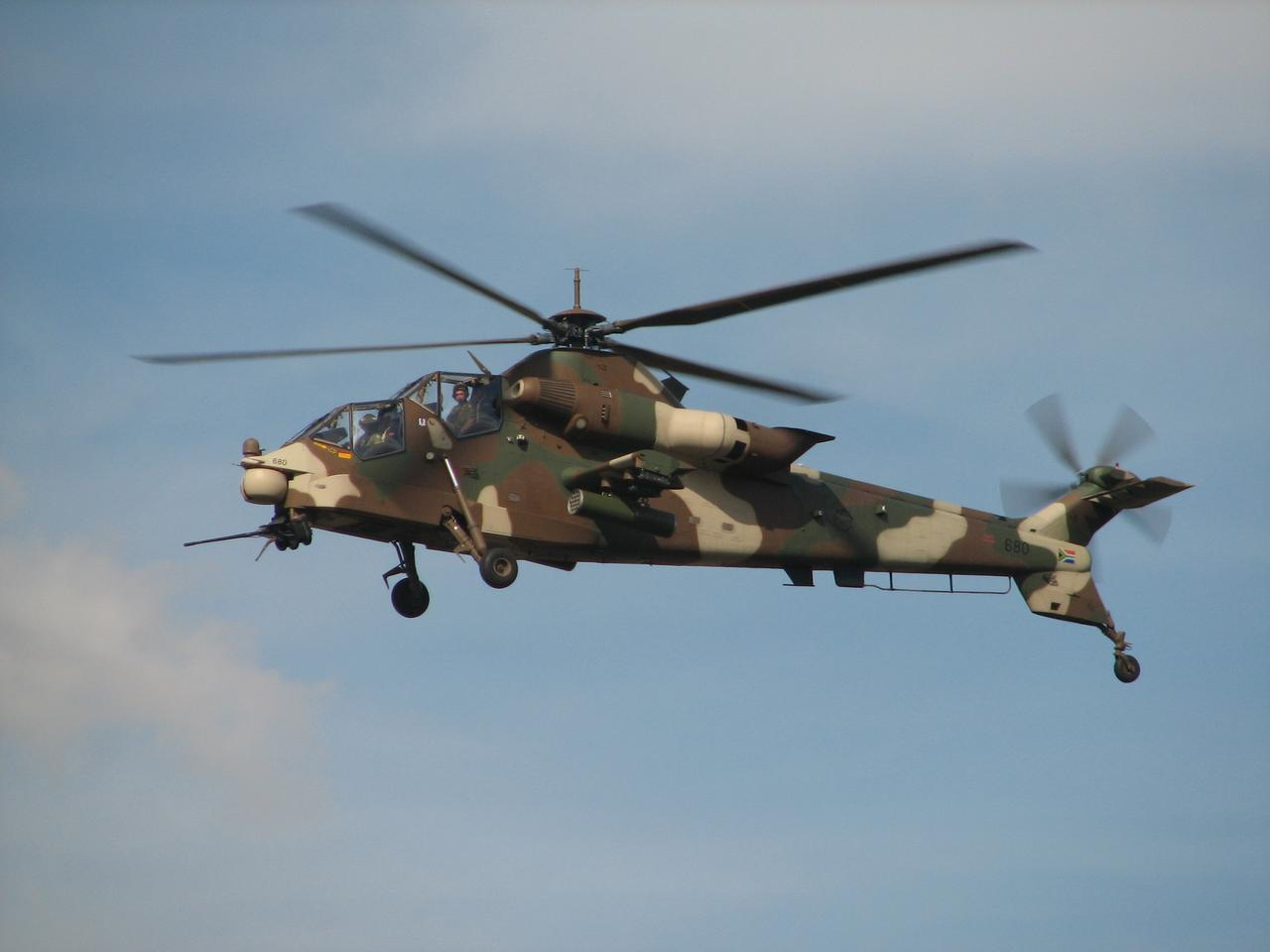
Denel Rooivalk

Firma powstała jako całkowicie prywatne przedsięwzięcie, którego celem była kompleksowa obsługa sprzętu używanego przez South African Air Force. 8 listopada 1966 w powietrze wzbił się pierwszy zmontowany na podstawie licencji włoski samolot szkolny Aermacchi MB-326M, znany w RPA pod nazwą Impala Mk I. Oficjalnego otwarcia wytwórni dokonano w listopadzie następnego roku. W 1968 roku Atlas wszedł w skład utworzonego przez rząd konglomeratu południowoafrykańskich firm zbrojeniowych znanego pod nazwą Armaments Corporation of South Africa (Armscor/ARMSCOR). Jego celem było skupienie wysiłków i potencjału technicznego RPA pod jednym szyldem w celu przeciwdziałania skutkom sankcji nałożonych na RPA przez Organizację Narodów Zjednoczonych za stosowanie w kraju polityki apartheidu. Pomimo sankcji Atlas rozwijał swoją działalność montując w 1974 roku zmodernizowaną wersję Impali, jednomiejscową, szturmową Impalę Mk II oraz lekki samolot łącznikowy Atlas C4M Kudu (będący kopią włoskiego Aermacchi AL-60). W 1975 roku uruchomiono linie montażową samolotów Dassault Mirage III i śmigłowców Aérospatiale Alouette III. W 1977 roku rozpoczęto wytwarzanie śmigłowców Aérospatiale Puma. W 1984 roku pomimo embarga na dostawy części i systemów lotniczych Atlas rozpoczął ambitny program modernizacji floty samolotów Mirage III. Efektem prac był Atlas Cheetah. W pracach nad nową maszyną udział wzięli prawdopodobnie również specjaliści z Izraela. 3 lutego 1985 po raz pierwszy w powietrze wzbił się inny, całkowicie rodzimy produkt, śmigłowiec Atlas XH-1 Alpha będący demonstratorem technologii użytych później w śmigłowcu Denel Rooivalk. W 1988 roku pojawiła się zmodernizowana wersja Pumy, śmigłowiec Atlas Oryx. W 1992 roku Atlas wszedł w skład Denel Aerospace Systems będącego oddziałem koncernu Denel.